# Synargis tytia
Synargis tytia is een vlindersoort uit de familie van de prachtvlinders (Riodinidae), onderfamilie Riodininae.
Synargis tytia werd in 1777 beschreven door Cramer.